# Église Saint-Pierre de Sauveplantade
L'église Saint-Pierre de Sauveplantade est une église d'architecture romane située dans la commune de Rochecolombe, en Ardèche, dans la région Auvergne-Rhône-Alpes. Cette église — représentative du premier âge roman en Vivarais — est l'une des plus petites de la chrétienté.

## Localisation
L'église Saint-Pierre de Sauveplantade est située dans le hameau de Sauveplantade sur le territoire de la commune de Rochecolombe, en Ardèche.

Vue générale du hameau de Sauveplantade.

Sauveplantade vient du latin sylvia plantada témoin d'un passé où le site était recouvert de forêts exploitées. Le site était occupé à l'époque gallo-romaine, et comprenait un sanctuaire dédié à Jupiter. Un cippe conservé dans l'église porte l'inscription suivante : « JOVI OPTIMO MAXIMO LOCUM HUNC LUCIUS VALERIANUS MARTIUS CONSTITUIT ET CONSECRAVIT » (À Jupiter très grand, très bon, Lucius Vélérianus Martius a constitué et consacré ce locus, probablement une sorte d'enclos sacré). On a également trouvé une colonne à astragale qui porte une dédicace gravée posthume à l’empereur Aurélien : « Divo Aureliano ». Ce n'est pas une borne milliaire. 
La voie d'Antonin le Pieux reliant Nîmes à Alba, dite Voie des Helviens, devait passer près de Sauveplantade, sinon à Sauveplantade même. On a retrouvé une vingtaine de ses bornes milliaires, dont une à Saint-Germain-d'Ardèche. Sauveplantade pourrait être l'une des vicairies (circonscription administrative du comté) de Vivarais, la Vicaria Silvatensis.

## Historique
Selon la Charta Vielha, liste des biens de l'église épiscopale du Vivarais mis à jour en 950 par l'évêque de Viviers, cette église est confiée par donation aux évêques de Viviers par Aginus et sa femme Pétronille. De cette première église subsisterait un baptistère par immersion et deux colonnes romanes avec chapiteaux.
Au XIe siècle, Sauveplantade est un prieuré bénédictin rattaché à l'abbaye de Cruas. Les évêques-comtes de Viviers vont progressivement inféoder leurs propriétés à des familles chevaleresques qui construisirent des châteaux, les Vogüé et les Balazuc. Au fur et à mesure que diminue le pouvoir royal s'affirme celui des féodaux. Dans le Vivarais, c'est la famille de Vogüé, qui résidait à Vogüé et Rochecolombe, qui va s'affirmer.
L'insécurité née de la guerre de Cent Ans va pousser les familles à se regrouper près des châteaux. Les habitants de Sauveplantade vont se rapprocher du château que les Vogüé avaient construit à Rochecolombe. Le village va être déserté.
À partir du XVe siècle, le prieur de Sauveplantade devint « commendataire », c'est-à-dire titulaire du bénéfice ; il en touchait les revenus, n'était plus tenu à résidence, vivait à Cruas et déléguait ses pouvoirs ecclésiastiques à un desservant, un « vicaire perpétuel », dont la nomination relevait de l'évêque.
L'église a peu souffert des guerres de Religion et de la Révolution, et elle a été classée au titre des monuments historiques par arrêté du 19 août 1907.

## Description
- L'église mesure 8,30 mètres de long et 3,30 mètres de large.

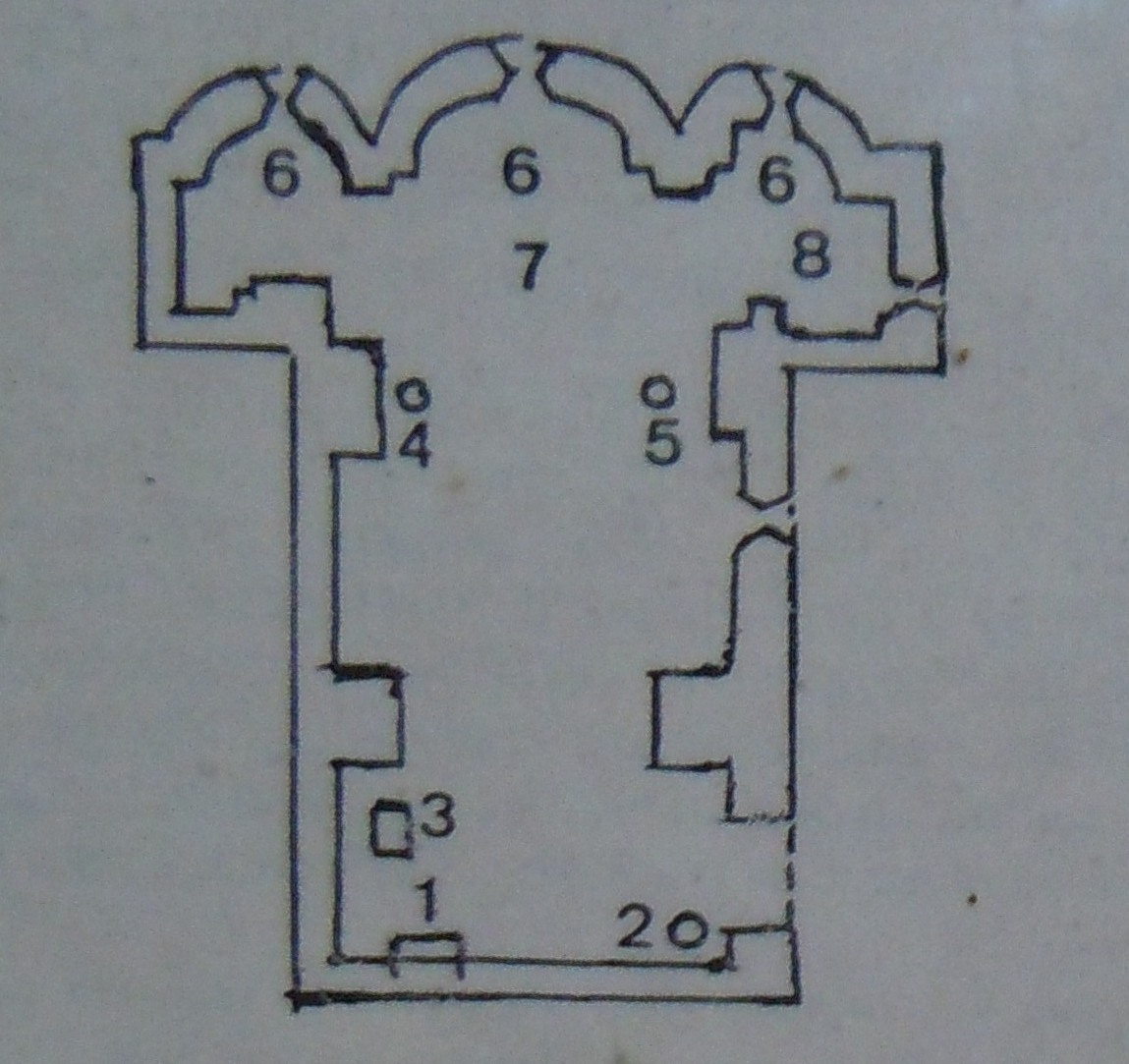
1 : Pierre dédiée à Jupiter
2 : Colonne
3 : Baptistère
4 et 5 : Colonne de style wisigoth
6 : Absidioles
7 : Croisée de transept et coupole sur trompes
8 : Tombe des Vogüé

- Elle est construite en pierres de taille.
- C'est un « modèle réduit » d'église bénédictine. Elle reprend le plan en croix latine avec une courte nef de deux travées, un transept donnant accès à l'abside du chœur et deux absidioles. La croisée du transept est surmontée d'une coupole octogonale montée sur trompes coniques. La coupole se termine sur une cheminée tronconique qui se prolonge jusqu'au premier étage du clocher.
- L'église possède deux curieux chapiteaux posés sur les piliers à l'ouest de la croisée. Leur forme les rapproche des chapiteaux wisigothiques et mozarabes d'Espagne, par exemple ceux de l'église San Pedro de la Nave, du VIIe siècle. Ce sont probablement des chapiteaux de la première église.
- Deux membres de la famille Vogüé ont été enterrés dans le transept de l'église : Pierre de Vogüé (né vers 1390-1395, mort en 1469) et Antoine, fils de Pierre, mort en 1506.

L'église.
Chevet.
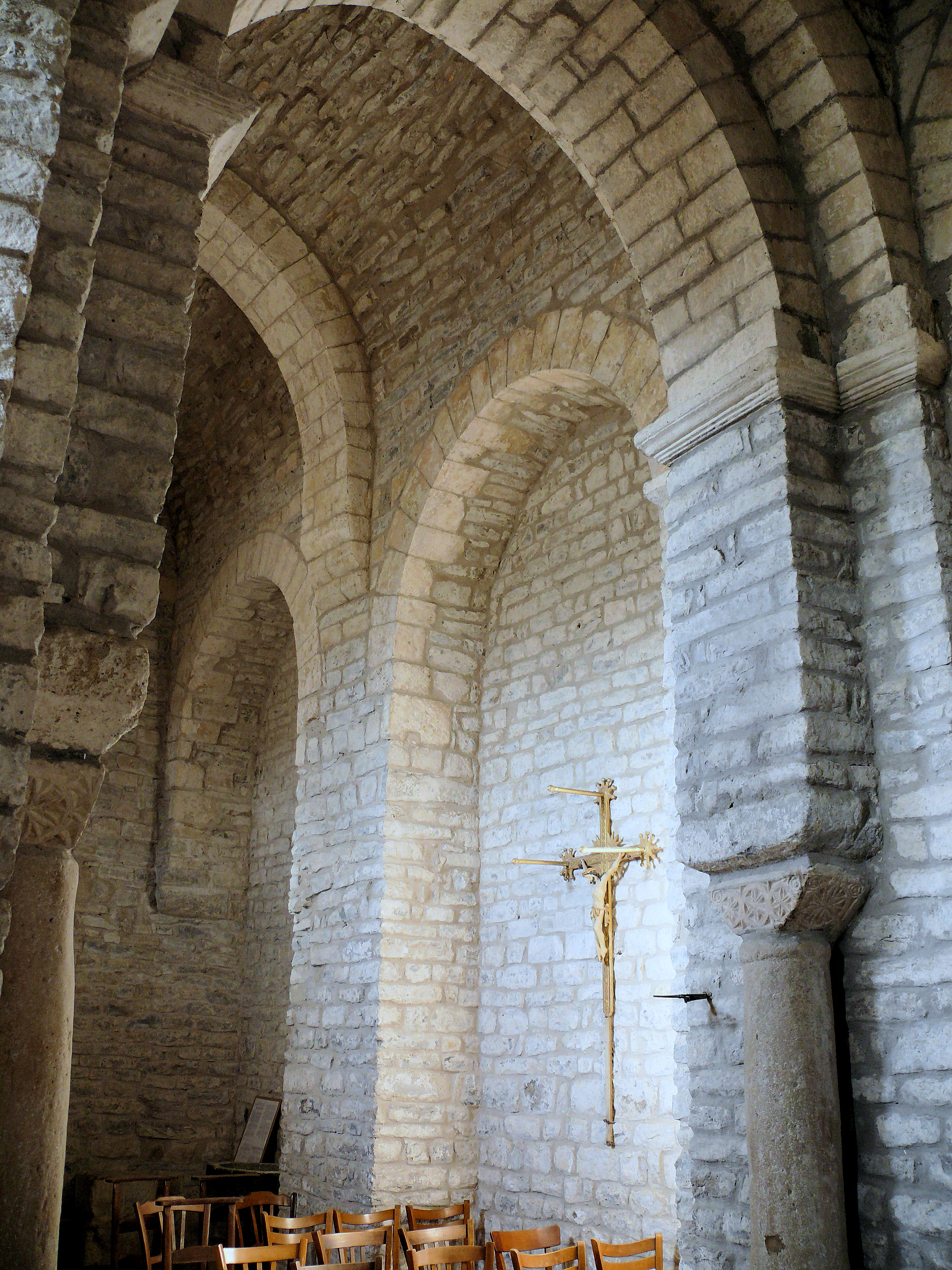
Élévation de la nef.
Coupole sur trompes de la croisée du transept.
Croisée du transept.
Intérieur de l'église Saint-Pierre.
Intérieur.
Chapiteau de style wisigothique.

## Culte
L'église (propriété de la commune) et la communauté catholique sont rattachées à la paroisse catholique de « Sainte Marie de Berg et Coiron », elle même rattachée au diocèse de Viviers.